# Qoşūr
Qoşūr (persiska: قصور, قُصور) är en ort i Iran.   Den ligger i provinsen Västazarbaijan, i den nordvästra delen av landet, 600 km väster om huvudstaden Teheran. Qoşūr ligger 1 315 meter över havet och antalet invånare är 353.
Terrängen runt Qoşūr är platt norrut, men söderut är den kuperad.Runt Qoşūr är det ganska tätbefolkat, med 185 invånare per kvadratkilometer. Närmaste större samhälle är Urmia, 6,0 km söder om Qoşūr. Trakten runt Qoşūr består till största delen av jordbruksmark.